# Blepharita albescens
Blepharita albescens là một loài bướm đêm trong họ Noctuidae.